# Werner Polze
Werner Polze (* 26. März 1931 in Altenburg; † 18. Februar 2019) war ein deutscher Bankkaufmann. Er war von 1978 bis 1990 Präsident der Deutschen Außenhandelsbank der DDR.

## Leben
Polze legte 1949 am Altenburger Gymnasium das Abitur ab, bestand im selben Jahr die Dolmetscherprüfung für Englisch an der Volkshochschule Altenburg und absolvierte von 1949 bis 1951 eine Banklehre in der Stadt- und Kreissparkasse Altenburg mit Abschluss als Bankkaufmann. Er wurde Mitglied der Sozialistischen Einheitspartei Deutschlands (SED), war im Bankwesen der DDR beschäftigt, wurde zum Doktor promoviert und 1989 zum Professor berufen.
Polze wurde im August 1969 als Nachfolger von Erich Renneisen Vizepräsident der Deutschen Außenhandelsbank (DABA). Im Dezember 1977 beschloss das Sekretariat des ZK der SED seine Berufung zum Präsidenten der DABA (Nachfolger von Helmut Dietrich).
Am 1. Juli 1983 unterzeichnete er in München mit dem Präsidenten der Bayerischen Landesbank Ludwig Huber die von Franz Josef Strauß, Günter Mittag und Alexander Schalck-Golodkowski ausgehandelte Kreditvereinbarung über eine Milliarde DM an die DDR.
Polze starb im Alter von 87 Jahren und wurde auf dem Französischen Friedhof II in der Liesenstraße 7 in Berlin  beigesetzt.

## Auszeichnungen
- 1973 und 1981 Vaterländischer Verdienstorden in Bronze
- 1983 Ehrenspange zum Vaterländischen Verdienstorden in Gold
- 1984 Orden Stern der Völkerfreundschaft in Gold